# Batboldyn Nomin
Batboldyn Nomin (mongol: Номин Батболдын; 4 de febrero de 1993) es un luchador mongol de lucha libre. Consiguió una medalla de plata en el Campeonato Mundial de 2015. Ganador de la medalla de bronce en Juegos Asiáticos de 2014 y campeonatos asiáticos en 2013 y 2015. Segundo en Campeonato Mundial de Juniores del año 2013. Quinto en la Copa del Mundo en el 2014.